# Paul Frère
Paul Frère,  belgijski dirkač Formule 1, * 30. januar 1917, Le Havre, Francija, † 23. februar 2008, Nica, Francija.
Paul Frère je upokojeni belgijski dirkač Formule 1. Debitiral je v sezoni 1952 na domači dirki za Veliko nagrado Belgije, ko je osvojil peto mesto in s tem svojo prvo uvrstitev v točke. Na ostalih dveh dirkah, na katerih je v tej sezoni nastopil, je odstopil. Uvrstitev v točke ni dosegel tudi v sezonah 1953 in  1954, ampak šele na domači dirki za Veliko nagrado Belgije v sezoni 1955 s četrtim mestom. Še boljšo uvrstitev je dosegel na Veliki nagradi Belgije v sezoni 1956, drugo mesto kar je njegova najboljša uvrstitev v karieri. Po tej dirki ni nikoli več dirkal v Formuli 1, je pa leta 1960 zmagal na dirki 24 ur Le Mansa.

## Popolni rezultati Formule 1
(legenda) (odebeljene dirke pomenijo najboljši štartni položaj, poševne pa najhitrejši krog, †-uvrščen kljub odstopu)
| Leto | Moštvo           | Šasija             | Motor                      | 1   | 2     | 3       | 4       | 5   | 6       | 7       | 8       | 9   | Prv | Toč |
| ---- | ---------------- | ------------------ | -------------------------- | --- | ----- | ------- | ------- | --- | ------- | ------- | ------- | --- | --- | --- |
| 1952 | HW Motors Ltd    | HWM 52             | Alta 2.0 L4                | ŠVI | 500   | BEL 5   | FRA     | VB  | NEM Ret |         |         |     | 16. | 2   |
| 1952 | Ecurie Belge     | Simca-Gordini T15  | Gordini 1.5 L4             |     |       |         |         |     |         | NIZ Ret | ITA     |     | 16. | 2   |
| 1953 | HW Motors Ltd    | HWM 53             | Alta 2.0 L4                | ARG | 500   | NIZ     | BEL 10  | FRA | VB      | NEM     | ŠVI Ret | ITA | -   | 0   |
| 1954 | Equipe Gordini   | Gordini T16        | Gordini 2.0 L6             | ARG | 500   | BEL Ret | FRA Ret | VB  | NEM Ret | ŠVI     | ITA     | ŠPA | -   | 0   |
| 1955 | Scuderia Ferrari | Ferrari 555        | Ferrari 106 2.5 L4         | ARG | MON 8 | 500     | BEL 4   | NIZ | VB      | ITA     |         |     | 15. | 3   |
| 1956 | Scuderia Ferrari | Lancia Ferrari D50 | Lancia Ferrari DS50 2.5 V8 | ARG | MON   | 500     | BEL 2   | FRA | VB      | NEM     | ITA     |     | 7.  | 6   |